# Frank Dunklee Currier

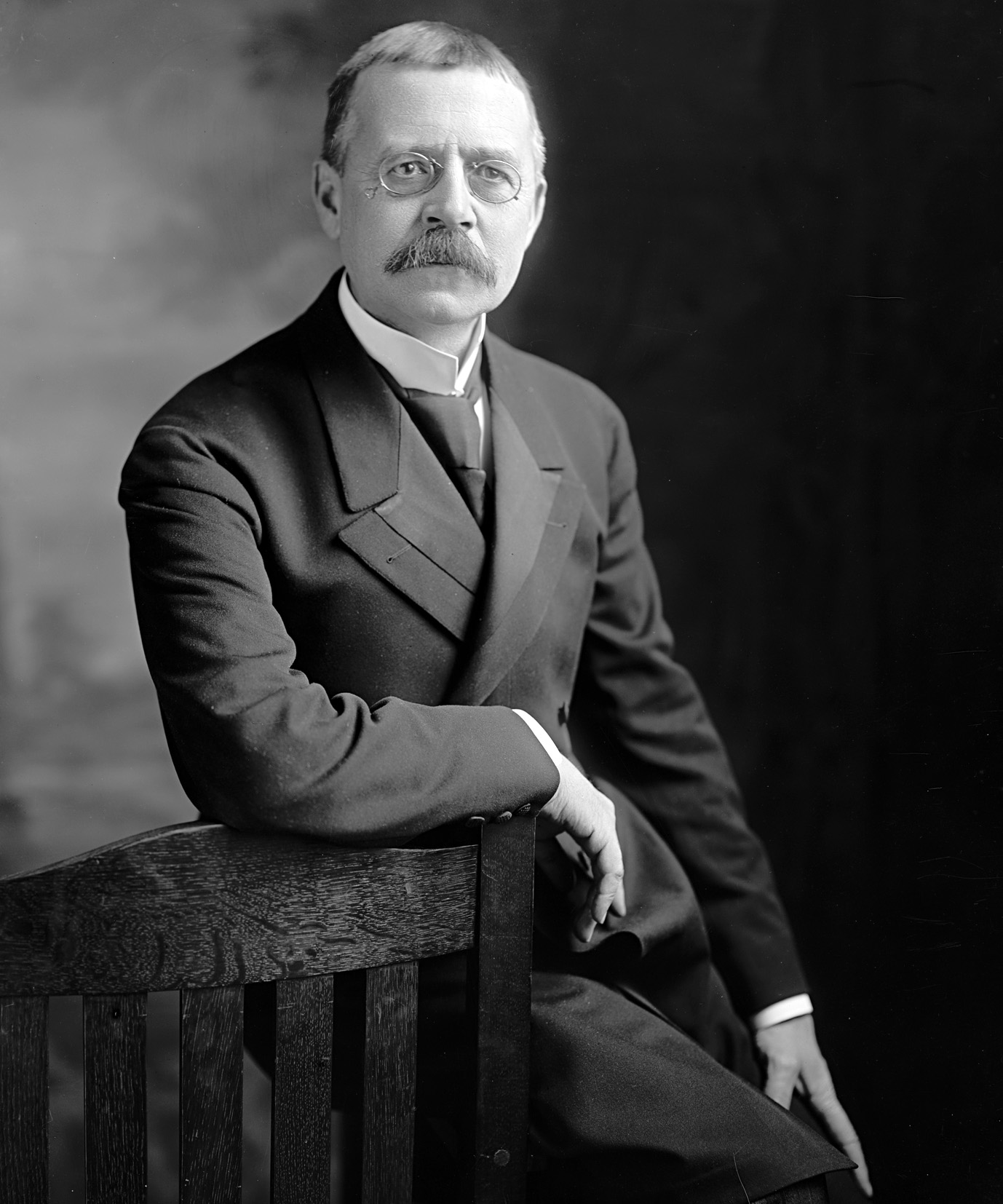
Frank Dunklee Currier

Frank Dunklee Currier (* 30. Oktober 1853 in Canaan, New Hampshire; † 25. November 1921 ebenda) war ein US-amerikanischer Politiker. Von 1901 und 1913 vertrat er den Bundesstaat New Hampshire im US-Repräsentantenhaus.

## Werdegang
Frank Currier besuchte die öffentlichen Schulen seiner Heimat und die Kimball Union Academy in Meriden. Außerdem studierte er an der Doctor Hixon’s School in Lowell (Massachusetts). Nach einem anschließenden Jurastudium und seiner 1874 erfolgten Zulassung als Rechtsanwalt begann er in Canaan in diesem Beruf zu praktizieren.
Currier war Mitglied der Republikanischen Partei. Im Jahr 1879 wurde er in das Repräsentantenhaus von New Hampshire gewählt. Zwischen 1882 und 1890 war er Secretary des regionalen Parteivorstands für den Staat New Hampshire. In den Jahren 1883 und 1885 war Currier Verwaltungsangestellter beim Staatssenat, dessen Mitglied und Präsident er im Jahr 1887 wurde. Im Juni 1884 nahm Currier als Delegierter an der Republican National Convention in Chicago teil. Zwischen 1890 und 1894 war er bei der Zollbehörde im Hafen von Boston angestellt. Im Jahr 1899 war er Abgeordneter und Speaker im Repräsentantenhaus seines Staates.
Im Jahr 1900 wurde Currier im zweiten Wahlbezirk von New Hampshire in das US-Repräsentantenhaus in Washington gewählt. Dort trat er am 4. März 1901 die Nachfolge des im Januar 1901 verstorbenen Frank Gay Clarke an. Nach fünf Wiederwahlen konnte Currier bis zum 3. März 1913 sechs zusammenhängende Legislaturperioden im Kongress absolvieren. Zwischen 1903 und 1911 war er Vorsitzender des Patentausschusses. Bei den Wahlen des Jahres 1912 unterlag er dem Demokraten Raymond Bartlett Stevens. Danach zog sich Currier aus der Politik und aus dem öffentlichen Leben zurück. Er starb am 25. November 1921 in seinem Geburtsort Canaan und wurde dort auch beigesetzt.